# Upplands runinskrifter NOR1997;27A
Runinskrift U NOR1997;27A är ett runstensfragment som hittades 1995 norr om Uppsala vid Ulva kvarn  i Uppsala kommun, Uppland.
Fragmentet innehåller ett fåtal runor som inte kan tydas till några ord. 

## Inskriften
Translitterering av runraden:
...iun · t... ...iks...
Normalisering till fornvästnordiska:
... ... ...